# Leucopis melanopus
Leucopis melanopus är en tvåvingeart som beskrevs av Tanasijtshuk 1959. Leucopis melanopus ingår i släktet Leucopis och familjen markflugor. Inga underarter finns listade i Catalogue of Life.